# Дун (фортеця)

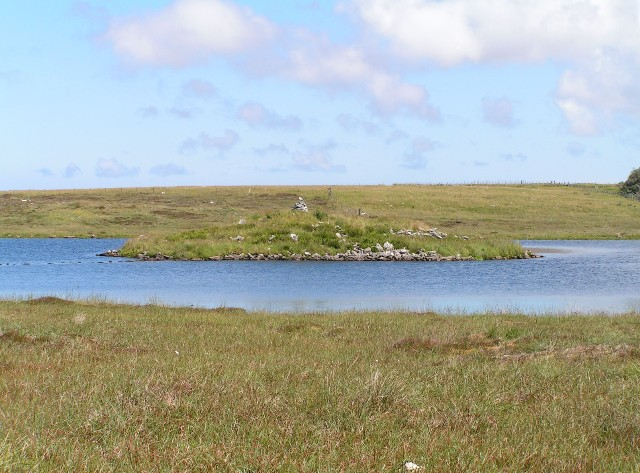
Руїни дуну в Лох Стейнахлейт на острові Льюїс

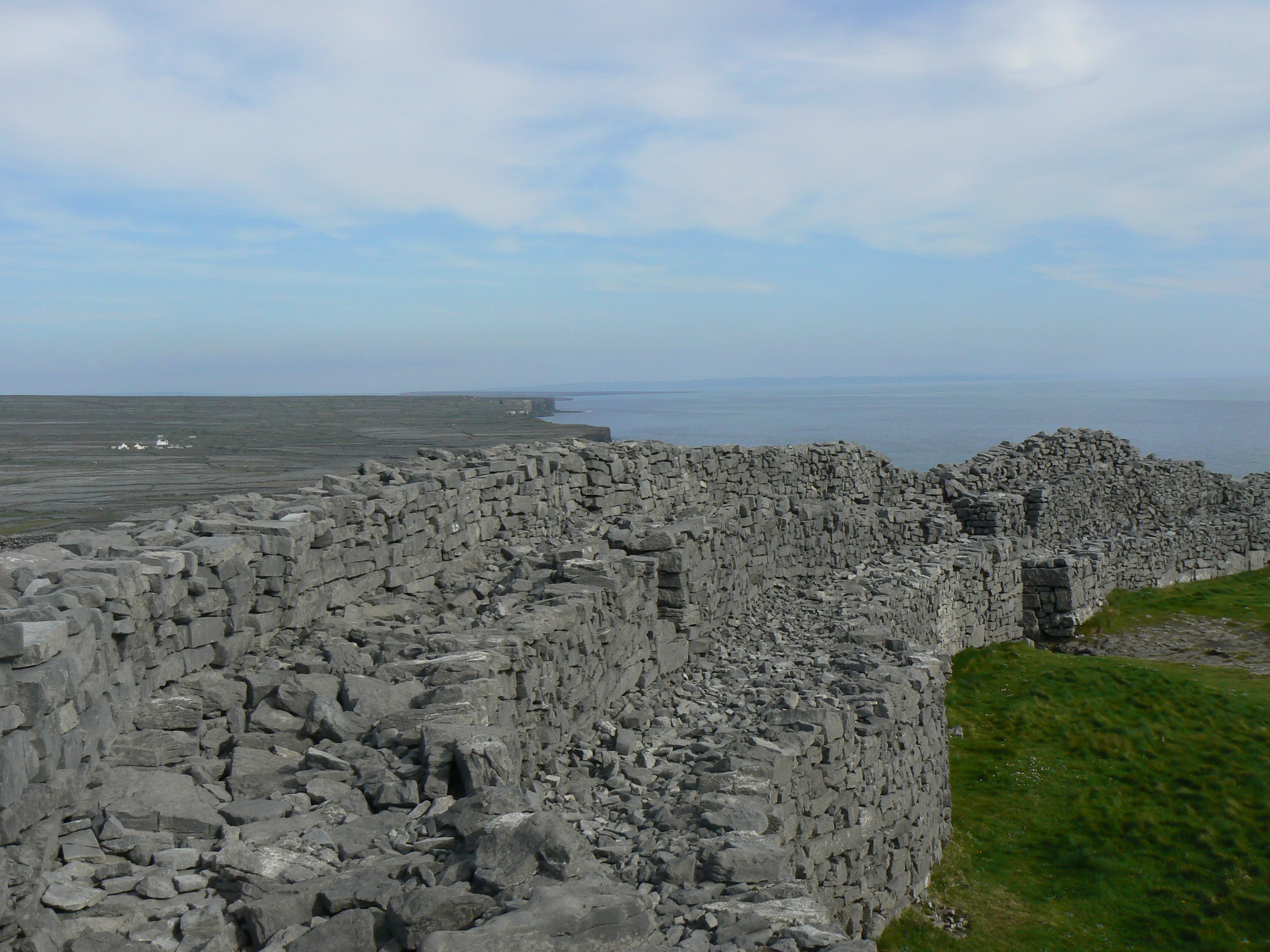
Стіни Дун-Енгуса, дун на острові Інішмор, Ірландія

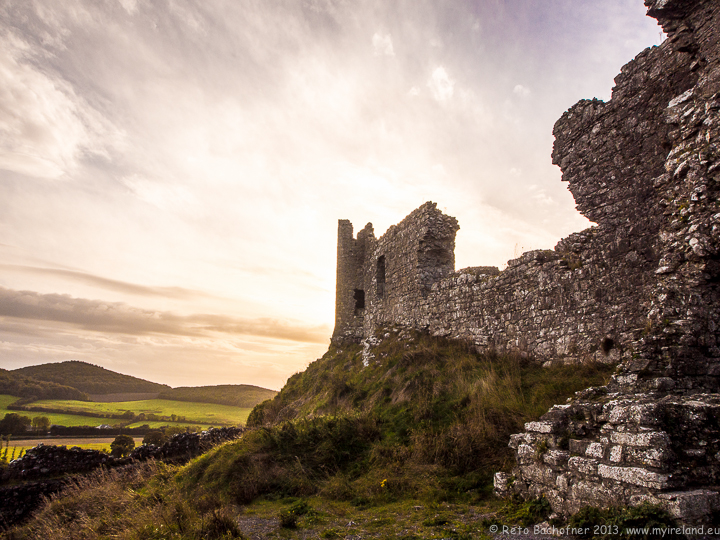
Данемейс, центральна Ірландія (з ірландської Dún Másc, "форт Маска")

Дун (фр. din, шотл. гел. dùn) — кельтський термін, що означає насамперед фортецю, іноді також пагорб. Суфікс -dun нерідко присутній в топонімії Галлії та інших місць, де мешкали кельти, аж до Сербії (Сінгідун).

## Історія
Це були поселення — міні-міста — типу «фортеця на пагорбі», тобто споруджені на піднесенні, що полегшувало їхню оборону. Такого роду поселення, характерні зазвичай для древніх індоєвропейських народів, виявлені в багатьох місцях Європи.
Самі кельти для позначення подібних споруд використовували два терміни. Кельтібери на Піренейському півострові (а також ряд неіндоєвропейських місцевих народів, що перебували під їх впливом) називали ці споруди "briga" (від індоєвропейського кореня) *bhrgh («високий», «піднесений») , тоді як у Галлії використовувався термін δοῦνον (засвідчений у найдавніших галльських написах грецькою абеткою) або dūnum (в латинській передачі).
Слово "дун" ("дан") і латинізована форма "дунум" означали споруди такого типу, що належали найважливішим особам і збереглося в назвах населених пунктів на землях колишніх кельтських поселень у Британії, Франції - Данкелд, Лугдун, Верден та інші. Залежно від регіону, а також від типу та приналежності укріплення існували й інші назви таких укріплень («катхайр», «ліос», «вузол», «ратх», «кромлех» та інше).
У Британії дуни з'являються разом із приходом кельтських племен у VII ст. до н.е., з настанням залізного віку. Давньоанглійське слово dūn («височина», «гора»), можливо, запозичене у британських кельтів.
Дуни могли розташовуватися групами. У Пізньому середньовіччі такі форти могли перебудовуватися в замки, або замки будувалися на їх місцях.

## Топоніміка
Слово dun є елементом, який часто зустрічається в кельтській топоніміці, разом із схожими за звучанням спорідненими формами; особливо в Ірландії та Шотландії. Він може включати укріплення будь-якого розміру та виду:

### Ірландія
- Донегол (англ. Donegal; ірл. Dún na nGall)
- Донерайл (англ. Doneraile; ірл. Dún ar Aill, «фортеця на скелі»)
- Даун (англ. Down, ірл. An Dún)
- Дан Лері (англ. Dunleary; ірл. Dún Laoghaire)
- Кінгскорт (англ. Kingscourt; ірл. Dún an Rí, «фортеця короля»)
- Дандолк (англ. Dundalk, ірл. Dún Dealgan)
- Дундональд (англ. Dundonald, ірл. Dún Dónaill — «оплот Дональда»)
- Дундрум (англ. Dundrum; ірл. Dún Droma — «форт на хребті»)
- Данганнон (англ. Dungannon, ірл. Dún Geanainn — «форт Геанна»)
- Дангарван (англ. Dungarvan; ірл. Dún Garbháin (Дун-Гарвань), «форт Гарвана»)
- Данмуррі (англ. Dunmurry, ірл. Dún Muirígh — «твердиня Муррі»)
- Портадаун (англ. Portadown, ірл. Port an Dúnáin — «порт з невеликим укріпленням»)

### Шотландія
Багато населених пунктів і географічні назви в Шотландії називаються гельською dun ("форт"), а також спорідненими назвами в бритських мовах, таких як кумбрійська і піктська.
- Дамбартон, Західний Данбартоншир (англ. Dumbarton, шотл. Dumbairton, шотл. гел. Dùn Breatainn, Dùn Breatann, значення «форт бритів»[4] вимова Помилка: {{МФА}}: невпізнаний код мови: t̪umˈpɾʲɛʰt̪ɪɲ)
- Дамфріс, Дамфріс-і-Галловей (англ. Dumfries, шотл. Dumfries, шотл. гел. Dùn Phris  —  можливо, британський din-pres («форт у заростях»)[3])
- Данді, Данді (англ. Dundee, шотл. Dundee, шотл. гел. Dùn Dèagh— «вогняний форт»)
- Данерн, Гайленд (англ. Dunearn, шотл. гел. Dùn Éireann— «пагорб (форт) на (річці) Фіндгорні»)
- Данфермлін, Файф (шотл. Dunfermline, шотл. гел. Dùn Phàrlain, англ. Dunfermline)[5]
- Даніпейс, Стірлінгшир — (англ. Dunipace, шотл. гел. Dùn a' Bhàis—бритський еквівалент валлійського «din-y-bas» («форт мілководдя»).[3]
- Данлоп, Ершир — (англ. Dunlop, [dʌnˈlɒp]; шотл. Dunlap,[6] шотл. гел. Dùn Lob[7] or шотл. гел. Dùn Lùib)[8][5]
- Данс, Бервікшир
- Дунтарві, Західний Лотіан[3]
- Танталлон, Східний Лотіан[3]
- Единбург (англ. Edinburgh, шотл. Edinburgh, шотл. гел. Dùn Èideann).

### Англія
Деякі топоніми в Англії походять від британських споріднених валлійських «din» (пор. корн. «dyn», кімвр. «*din») і менша кількість, можливо, від гельської форми.
- Дінклі, Ланкашир — (англ. Dinckley еквівалент валлійського din ("форт") + coed ("ліс") (+ англ. -ley).[3]
- Діндер, Сомерсет — (англ. Dinder, раніше «Dinre», порівняно з  валлійською « dinbre» («пагорб із фортом»).[9]
- Дінедор, Герефордшир - (англ. Dinedor,раніше «Dunre», валлійська «dinbre»; порівняно «Dinder»).[9]
- Дарем - (англ. Durham , Dunelm – «укріплення на острові»)
- Лондесборо, Йоркшир – (англ. Londesborough, Lugudunum, *lọ:co- + duno ("сяючий форт").[3]
- Темон, Камберленд — можливо, еквівалент валлійському din («форт») + maen («скеля»).[10]

Лондон був етимологізований як бритський *lin- + dun- ("форт на озері"). Коутс відкинув таку етимологію як «несумісну із ранніми формами».

### Уельс
- Кармартен, Кармартеншир – (англ. Carmarthen, валл. Caerfyrddin, «Moridunum» («морський форт»)).
- Денбіг, Денбігшир (англ. Denbigh, валл. Dinbych– від dinbych ("маленький форт"))[12]
- Тінтерн, Монмутшир (англ. Tintern, валл. Tyndyrn- назва «Tintern» може походити від валлійського din + d/teyrn, що означає «скелі короля».[13][3]

### Італія
- Дуно (італ. Duno)
- Індуно-Олона (італ. Induno Olona)
- Вердуно (італ. Verduno, п'єм. Vërdun)

### ФранціятаШвейцарія
Пракельтська форма — *Dūno-, утворює грецьке δοῦνον. Зрештою, воно споріднене англійському «містечко» (town). Галльський термін зберігся в багатьох топонімах у Франція та Швейцарія:
- Отен - (фр. Autun – «форт Августа (Augustus)», «Augustodūnon»)
- Ліон –  (фр. Lyon, арп. Liyon, лат. Lugdunum – «форт Лугуса (Lugus)», «Lugudūnon» )
- Невер –(фр. Nevers- «новий фрт», «Nouiodūnon»)
- Ольтен – (нім. Olten – «форт на річці Олонь», «Ol(l)odūnonm»)
- Тун – (нім. Thun, «Dūnon»)
- Верден – (фр. Verdun - «міцний форт», «Uerodūnon»)
- Івердон-ле-Бен – (фр. Yverdon-les-Bains - «тисовий форт», «Eburodūnon»)

### Німеччина
- Кемптен, Баварія – (бавар. і нім. Kempten - Cambodunum[16])

### БолгаріяіСербія
- Видин (болг. Видин- стара форма «Dunonia» мала значення «укріплений пагорб» кельтською з елементом «dun», який часто зустрічається в кельтських назвах місць.[17]
- Сінгідун (лат. Singidunum – місто на місці сучасного Білграду. Назва Сінгі-Дун швидше за все означає «фортеця, що має форму кола», за іншою версією — «фортеця сінгів» (фракійського племені, що нібито мешкало у цій місцевості до появи кельтів)

### Румунія
- Ісакча - (рум. Isaccea, тур. İshakçı). Давня латинська назва міста «Noviodunum» [18][19]

## Див також
- Опідум
- Кранног